# 服部金太郎 (図書館学者)
服部 金太郎（はっとり きんたろう、1912年1月9日  – 1985年2月14日）は。日本の図書館学者。

## 略歴
1937年、公立図書館司書資格検定試験に合格し、文部省図書館講習所を修了。同年4月から農林省林業試験場資料室に勤務。1940年に帝国図書館に移った。勤務の傍ら中央大学専門部法科に学び、1942年に卒業する。
1949年に図書館職員養成所教官となり、1964年に同養成所が図書館短期大学に改組されると同大学教授となる。1979年3月に定年により退官。この間、同学図書館長等の役職にもあたった。
1974年4月から大正大学教授を務めていたが、定年直前に逝去。
専門は資料組織法で、特に分類法。また、日本で最初に写真を図書館資料として扱うことの意義を唱えたことでも知られる。